# Queen Anne’s County
Das Queen Anne’s County  ist ein County im US-Bundesstaat Maryland. Bei der Volkszählung im Jahr 2020 hatte das County 49.874 Einwohner und eine Bevölkerungsdichte von 49 Einwohnern pro Quadratkilometer. Der Verwaltungssitz (County Seat) ist Centreville.

## Geographie
Das County liegt auf der Delmarva-Halbinsel am östlichen Ufer der Chesapeake Bay und grenzt im Osten an Delaware. Zum Queen Anne’s County gehört Kent Island, die größte Insel in der Chesapeake Bay. Das County hat eine Fläche von 1370 Quadratkilometern; davon sind 356 Quadratkilometer (26,99 Prozent) Wasserflächen. Es grenzt an folgende Countys:
|                      | Kent County   |                        |
| Anne Arundel County1 |               | Kent County (Delaware) |
|                      | Talbot County | Caroline County        |

1 – Seegrenze in der Chesapeake Bay

## Geschichte

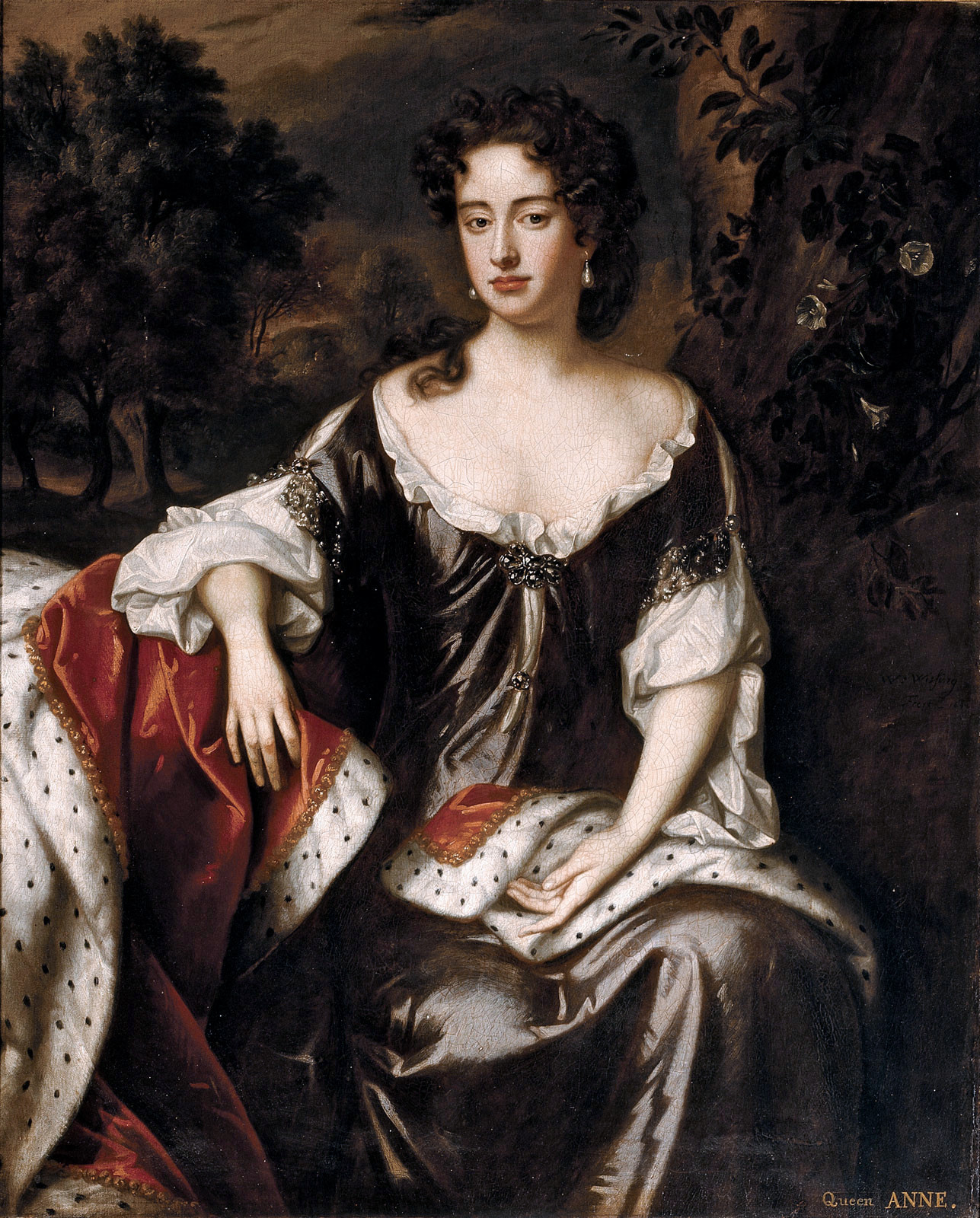
Queen Anne

Das Queen Anne’s County wurde 1706 aus Teilen des Talbot County gebildet.
Benannt wurde es nach Anne Stuart (1665–1714), Königin von England (1702–1714).
1773 wurde ein Teil des Queen Anne’s County ausgegliedert, um gemeinsam mit einem Teil des Dorchester County das Caroline County zu bilden.

37 Bauwerke und Stätten des Countys sind im National Register of Historic Places eingetragen (Stand 14. November 2017).

## Demografische Daten
Nach der Volkszählung im Jahr 2010 lebten im Queen Anne’s County 47.798 Menschen in 17.169 Haushalten. Die Bevölkerungsdichte betrug 47,1 Einwohner pro Quadratkilometer. In den 17.169 Haushalten lebten statistisch je 2,68 Personen.
Ethnisch betrachtet setzte sich die Bevölkerung zusammen aus  88,7 Prozent Weißen, 6,9 Prozent Afroamerikanern, 0,3 Prozent amerikanischen Ureinwohnern, 1,0 Prozent Asiaten sowie aus anderen ethnischen Gruppen; 1,7 Prozent stammten von zwei oder mehr Ethnien ab. Unabhängig von der ethnischen Zugehörigkeit waren 3,0 Prozent der Bevölkerung spanischer oder lateinamerikanischer Abstammung.
23,5 Prozent der Bevölkerung waren unter 18 Jahre alt, 62,2 Prozent waren zwischen 18 und 64 und 14,3 Prozent waren 65 Jahre oder älter. 50,4 Prozent der Bevölkerung war weiblich.

Das jährliche Durchschnittseinkommen eines Haushalts lag bei 75.146 USD. Das Prokopfeinkommen betrug 35.870 USD. 7,3 Prozent der Einwohner lebten unterhalb der Armutsgrenze.

## Orte im Queen Anne’s County
Towns
| - Barclay - Centreville - Church Hill - Millington1 | - Queen Anne2 - Queenstown - Sudlersville - Templeville3 |

Census-designated places (CDP)
| - Chester - Grasonville - Kent Narrows | - Kingstown - Stevensville |

Unincorporated Communitys
| - Crumpton - Dominion - Ingleside - Love Point | - Matapeake - Price - Romancoke - Ruthsburg |

1 – teilweise im Kent County

2 – teilweise im Talbot County

3 – teilweise im Caroline County

## Gliederung
Das Queen Anne’s County ist in 7 durchnummerierte Distrikte eingeteilt:
| Distrikt | Einwohner (2010) | FIPS     |
| -------- | ---------------- | -------- |
| 1        | 2.649            | 24-90068 |
| 2        | 4.546            | 24-90160 |
| 3        | 8.524            | 24-90252 |
| 4        | 18.157           | 24-90344 |
| 5        | 8.812            | 24-90436 |
| 6        | 2.034            | 24-90528 |
| 7        | 3.076            | 24-90620 |